# 제6회 전국동시지방선거 가평군의회
다음은 제6회 전국동시지방선거의 의회의원 선거결과를 정리한 문서이다. 해당 선거에서 의회는 지역구의원 명과 비례대표의원 명을 선출했다.

## 지역구 선거구
| 선거구명        | 관할 지역      | 선출 의원 수 |
| --------------- | -------------- | ------------ |
| 가평군 가선거구 | 가평읍, 북면   | 2            |
| 가평군 나선거구 | 설악면, 청평면 | 2            |
| 가평군 다선거구 | 상면, 하면     | 2            |

## 지역구 선거 결과
|  | 42.62% |

|  | 33.25% |

|  | 16.88% |

|  | 7.23% |

|  | 37.53% |

|  | 26.86% |

|  | 21.17% |

|  | 14.42% |

|  | 38.35% |

|  | 25.46% |

|  | 18.40% |

|  | 17.77% |

## 비례대표 선거 결과

### 정당 투표 결과
- 가평군의회 비례대표 선거는 무투표 당선이 결정되었다.

### 비례대표 당락
|          |        |      |      |
| 새누리당 |        |      |      |
|          |        |      |      |
| 순번     | 후보   | 당락 | 비고 |
| 1        | 김금순 | 당선 |      |

## 전체 결과
| 정당 | 정당     | 지역구 | 비례대표 | 합계 |
| ---- | -------- | ------ | -------- | ---- |
|      | 새누리당 | 3      | 1        | 4    |
|      | 무소속   | 3      | -        | 3    |